# Derby County F.C.
Derby County Football Club – angielski klub piłkarski z siedzibą w Derby powstały w 1884 roku. W sezonie 2006/07 Derby awansowało ponownie do Premier League, ale już rok później pożegnało się z nią z zaledwie 11 punktami na koncie. Jest to najgorszy wynik w historii tych rozgrywek.

## Historia

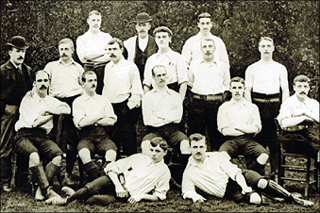
Skład zespołu Derby w 1895 roku

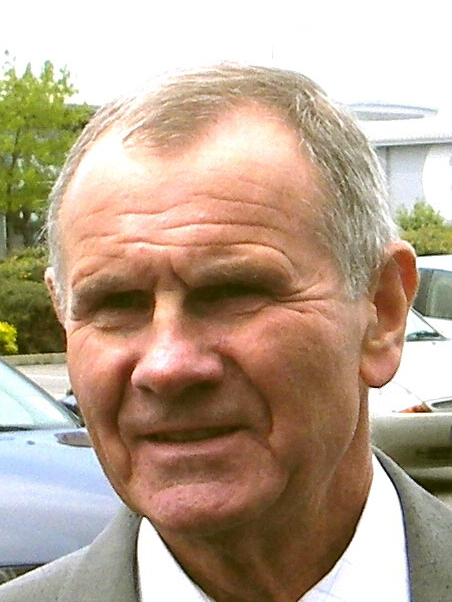
Arthur Cox

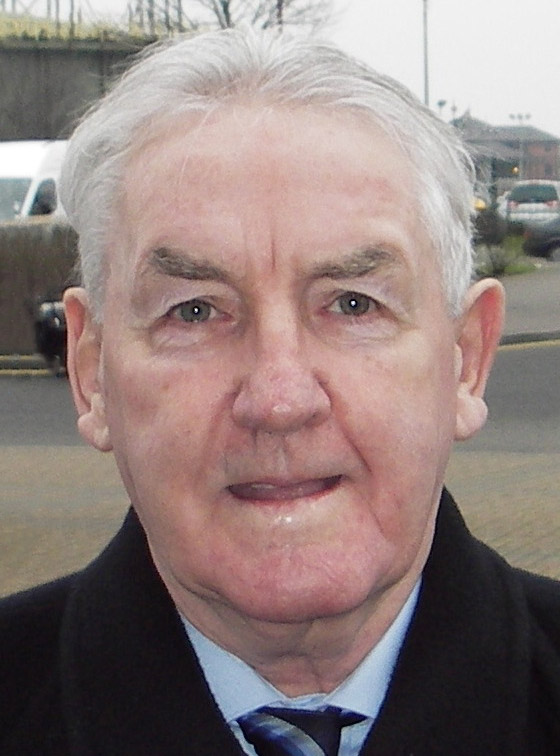
Dave Mackay

Klub, utworzony w 1884 roku jako odgałęzienie Derbyshire County Cricket Club, początkowo działał na terenie Racecourse Ground. Biorąc udział w wielu towarzyskich oraz nieoficjalnych spotkaniach, klub wstąpił do rozgrywek FA Cup (Puchar Anglii). W 1888 roku Derby County był jednym z klubów założycielskich The Football League, a w 1891 połączył się z innym lokalnym klubem Derby Midland F.C. W 1892 roku do Derby County dołączył, uznawany za najlepszego gracza w historii klubu, Steve Bloomer. W 1895 roku klub przeniósł się do The Baseball Ground, nowego stadionu, który otrzymał tradycyjne czarno-białe barwy i przez następne 102 lata był stadionem domowym zespołu. 
Swój pierwszy finał w FA Cup (Pucharze Anglii) drużyna Derby County rozegrała 16.04.1898 roku w Crystal Palace F.C. i przegrała 3-1. Kolejne przegrane w finale miały miejsce w roku 1899 oraz 1903. Po raz pierwszy klub Derby County został zdegradowany do Second Division (ówczesnej drugiej ligi) w 1907 roku, ale pod kierownictwem Jimmy’ego Mathvena klub ponownie sięgnął po Steve’a Bloomera i w 1911 roku odzyskał miejsce w First Division (ówczesnej pierwszej lidze).
W 1914 roku klub znów został zdegradowany, ale od razu zdobył pierwsze miejsce w rozgrywkach i po raz kolejny powrócił do First Division. (jednak wybuch I wojny światowej oznaczał, że drużyna musiała czekać do 1919 roku, aby rozegrać kolejny mecz). W 1921 roku, po rozegraniu dwóch sezonów, klub ponownie spadł do Second Division. Jednak lepsze czasy miały dopiero nadejść, zapoczątkowane w 1926 roku przez kolejny awans do First Division (pierwszej ligi). Od końca lat dwudziestych klub miał mocną pozycję i przez całe lata trzydzieste kończył rozgrywki na czołowych miejscach. Na przykład w sezonie 1929–1930 Derby County zakończyło rozgrywki na drugim miejscu z pięćdziesięcioma punktami, zaraz za Sheffield Wednesday, które zgromadziło sześćdziesiąt punktów. W sezonie 1935-1936 dzięki dużemu wkładowi Hughiego Gallachera, który w tym sezonie zdobył 38 bramek, Derby ponownie zdobyło drugie miejsce.
W sezonie 1945–1946 Derby doszły do finału FA Cup (Pucharu Anglii) i po dogrywce pokonały Charlton Athletic 4-1. Następny sezon musiał wystartować po raz drugi z powodu wybuchu II wojny światowej, jednak klub Derby nie był w stanie powrócić do świetnej formy z czasów przedwojennych i w 1953 roku po raz kolejny został zdegradowane. W 1955 roku sytuacja uległa dalszemu pogorszeniu i po raz pierwszy w swojej historii zespół Derby County został zdegradowany do Third Division North (ówczesnej trzeciej ligi). Trzecioligowy poziom nie stanowił jednak dla drużyny dużego wyzwania i już po dwóch sezonach klub awansował i wrócił do drugiej ligi.
W 1967 roku Brian Clough przejął stery i poprowadził klub do największych sukcesów. Po podpisaniu kontraktu z Dave'em Mackayem, w 1969 roku klub Derby awansował do First Division (pierwszej ligi), a w 1970 roku zakończył sezon na czwartej pozycji. W 1971 roku został wykluczony z gry w europejskich rozgrywkach z powodu nieprawidłowości finansowych, a w 1972 wygrał swoje pierwsze ligowe mistrzostwo. Chociaż Derby nie utrzymały tytułu mistrzowskiego w kolejnych sezonach, udało im się dotrzeć do półfinałów Pucharu Mistrzów. Przegrali wtedy z Juventusem. Po kontrowersyjnym spotkaniu padało wiele zarzutów oskarżających włoski klub o dawanie łapówek, Clough nazwał wtedy Włochów „parszywymi oszustami”. Częste i wyrażane bez ogródek komentarze odnoszące się do establishmentu piłkarskiego w końcu doprowadziły do jego wykluczenia z zarządu klubu, a następnie odejścia w 1973 roku. Mimo to klub powtórzył ligowy sukces w sezonie 1974–1975, kiedy to selekcjoner Dave Mackay doprowadził drużynę do zdobycia tytułu. Jednakże pod koniec lat siedemdziesiątych forma Derby County spadła i w 1980 roku klub został ponownie zdegradowany. Chociaż drużyna dobrze radziła sobie w pierwszym sezonie, jej pobyt w drugiej lidze nie zakończył się szczęśliwie i w 1984 roku klub po raz kolejny spadł do trzeciej ligi.
Po zdegradowaniu władze klubu wyznaczyły Arthurowi Coxowi misję przełamania fatalnej passy. Cox wykonał zadanie i po dwóch latach spędzonych w trzeciej lidze stawający na nogi zespół awansował do Second Division. Tam już przy pierwszym podejściu w 1987 roku zajął pierwsze miejsce gwarantując sobie tym samym powrót do First Division.
W sezonie 1988–1989 klub zakończył rozgrywki na piątym miejscu mając w swoim składzie gwiazdy takie jak Peter Shilton, Mark Wright, Dean Saunders czy Ted McMinn. Jednakże po zamieszkach na Heysel angielskie kluby zostały wykluczone z europejskich rozgrywek i Barany straciły szansę na grę w pucharze UEFA.
Brak dalszych inwestycji ze strony prezesa Roberta Maxwella doprowadził wkrótce do pogorszenia się sytuacji klubu. W 1991 po rychłej śmierci Maxwella oraz po nieudanym sezonie, w którym zespół poniósł upokarzającą porażkę w meczu z lokalnym rywalem Nottingham Forest, po raz kolejny klub Derby County znalazł się w Second Division. W tym okresie lokalny przedsiębiorca prasowy Lionel Pickering został głównym udziałowcem klubu. W 1992 roku klub zapłacił 2,5 miliona funtów za środkowego obrońcę Notts County Craiga Shorta. W owym czasie jak i przez następne pięć lat był on najdroższym zawodnikiem kupionym przez klub spoza czołówki.
W 1993 roku Cox zrezygnował z funkcji powołując się na problemy zdrowotne, a na jego miejsce przyszedł dawny gracz Derby Roy Mcfarland. Poza finałem przegranym z Leicester City F.C. w sezonie 1993–1994 Mcfarland nie zdołał doprowadzić zespołu zbyt wysoko i w 1995 roku został zwolniony. Jako kolejny na funkcję selekcjonera wybrany został Jim Smith. Mimo że sezon rozpoczął się powoli to podpisanie kontraktu z libero Igorem Stimacem wczesną wiosną okazało się decydujące. Wyrzucając przez okno otrzymane wytyczne – „zakończenia sezonu w pierwszej dziewiątce”, Smith na koniec rozgrywek doprowadził Barany do drugiego miejsca i awansu do Premier League, czołowej ligi piłkarskiej w Anglii. Drugim trenerem był wtedy Steve McClaren, który przeszedł później na to samo stanowisko do Manchester United a następnie został trenerem Middlesbrough oraz selekcjonerem narodowej drużyny Anglii.
Klub Derby County miał bardzo udany debiut w Premiership w sezonie 1996–1997, kończąc rozgrywki na dwunastym miejscu. W sezonie 1997–1998 klub przeniósł się do nowego stadionu, 30-tysięcznego Pride Park Stadium. Poza tym pozyskał nowych piłkarzy, Włosi Stefano Eranio oraz Francisco Baiano podpisali kontrakty z Derby.
Przez dwa kolejne sezony klub utrzymywał dobry poziom, lecz później nastąpił nagły spadek formy. W sezonie 2000–2001 Derby County ledwo uniknął spadku kończąc sezon na siedemnastej pozycji – jedną pozycję od zdegradowania.
Jim Smith zrezygnował z pełnionej funkcji w październiku 2001 roku. Zastąpił go drugi trener Colin Todd, który do klubu Derby County przyszedł na miejsce McClarena po jego odejściu na Old Trafford. Todd, były piłkarz Derby oraz reprezentacji Anglii, utrzymał stanowisko tylko przez trzy miesiące, zanim został zwolniony w następstwie upokarzającej porażki Derby w trzeciej rundzie rozgrywek o Puchar Anglii na własnym stadionie w meczu z trzecioligowym Bristol Rovers. Pod koniec stycznia 2002 roku, kolejny były piłkarz Baranów, John Gregory został trenerem Derby po odejściu ze stanowiska w Aston Villi. Pomimo obiecującego początku, siedem porażek na osiem rozegranych meczów skazało klub na degradację.
Degradacja jednak nie była jedynym problemem klubu, gdyż w tym samym czasie pojawiły się duże problemy finansowe, które zmusiły Derby County do sprzedaży swoich czołowych zawodników. Gregory został później zawieszony w pełnieniu funkcji za domniemane wykroczenia. Tymczasowo zastąpił go George Burley, były szef Ipswich Town, który wkrótce po przełamaniu złej passy dostał to stanowisko na stałe.
Macierzysta spółka klubu przeszła w stan likwidacji w październiku 2003 roku a prezes Lionel Pickering, który nadzorował promocję oraz rozgrywki klubu w Premier League, z powodu złego stanu zdrowia otworzył drogę dla nowego zarządu, któremu przewodniczył John Sleightholme, prawnik z Yorkshire. Kupił on klub za jednego funta, pomimo że kupnem zainteresowane było również konsorcjum kierowanego przez byłego dyrektora klubu Petera Gadsbiego. Sezon 2003–2004 Derby zakończyło na dwudziestym miejscu, ale w kolejnym sezonie 2004–2005 drużyna grała już znacznie lepiej i ostatecznie uplasowała się na czwartym miejscu w Football League Championship, kwalifikując się tym samym do meczów barażowych o awans. W półfinałach przegrali jednak z Preston North End
Niedługo potem Burley zrezygnował z funkcji powołując się na różnice pomiędzy nim a zarządem. Zastąpił go pierwszy trener z Bolton Phil Brown. Ten jednak nie odniósł znaczących sukcesów i w styczniu 2006 roku, po serii kiepskich wyników, został zwolniony. Następnie obowiązki pierwszego trenera do końca sezonu przejął Terry Westlay, w owym czasie trener akademicki. Udało mu się uchronić klub przed degradacją.
Prezes klubu, John Sleightholme ustąpił w kwietniu 2006 roku twierdząc, że jego pozycja stała się nie do obrony. Nieco później w tym samym miesiącu pozostali członkowie zarządu również ustąpili z funkcji. Sprawa sądowa przeciwko trzem członkom zarządu oraz dwóm doradcom oskarżonym o nieprawidłowości w finansach klubu jest nadal w toku (stan na rok 2008).
Zainteresowanie klubem wyraziło konsorcjum lokalnych przedsiębiorców kierowane przez byłego wiceprezesa Petera Gadsbiego, które wkrótce kupiło Derby County, zmniejszyło zadłużenie i przywróciło klubowi na własność Pride Park Stadium. W czerwcu 2006 roku Billy Davies, były szef Preston North End, został trenerem a Julian Darby drugim trenerem Derby County. W swoim pierwszym sezonie Davies poprowadził Derby do decydujących rozgrywek, w których w półfinałach pokonali Southampton F.C. przy rzutach karnych, przed pokonaniem West Bromwich Albion 1-0 dzięki bramce Stephena Pearsona strzelonej w drugiej połowie na Wembley Stadium. Bramka ta zapewniła zespołowi powrót do Premier League i związane z tym dofinansowanie wynoszące 60 milionów funtów.
Jednak mimo awansu krążyły ciągłe plotki o kłótni Daviesa z dyrektorem generalnym Mikiem Hortonem o wyznaczenie asystenta dla Davisa oraz sprzeczki pomiędzy członkami zarządu. 5 czerwca 2007 roku Horton zrezygnował z funkcji w zarządzie, a niedługo po nim to samo uczynili Jill Marples oraz jej mąż Peter Marples. Horton twierdził, że jego decyzja podyktowana była powodami rodzinnymi oraz biznesowymi, podczas gdy Marplesowie odeszli z powodu śmierci ich przyjaciela w wypadku helikoptera. Po odejściu Hortona oraz Marplesów pozostali członkowie zarządu wybrali trzech nowych członków. Martin Ridgeway został wybrany na stanowisko Dyrektora Finansowego i Sekretarza Firmy, John Vicars Dyrektora Operacyjnego, a Steve Coakley na Dyrektora Handlowego.
W październiku 2007, Peter Gadsby ustąpił z funkcji prezesa, a na stanowisku zastąpił go były właściciel Hull City Adam Pearson. Po słabym rozpoczęciu sezonu trener Billy Davies odszedł w listopadzie za porozumieniem stron. Jego następcą został Paul Jewell, który nie uchronił klubu przed degradacją. Klub Derby County stał się pierwszym klubem zdegradowanym z Premier League w marcu, odnotowując przy tym rekordowo niski dorobek punktowy i zrównując się z mającym 108 lat rekordem Loughborough wynoszącym jeden wygrany mecz w całym sezonie.
Mecz Derby z Sheffield United rozegrany na domowym stadionie 13 września 2008 roku przyciągnął duże zainteresowanie mediów, gdyż właśnie dobiegał rok od ostatniego ligowego zwycięstwa klubu, a po tym spotkaniu Derby mogło pobić rekord największej liczby rozegranych spotkań bez zwycięstwa. Tylko cztery dni przed rocznicą wygranego 1-0 meczu z Newcastle, Rob Hulse zdobył bramkę w meczu przeciwko swojemu dawnemu klubowi ustalając zwycięski dla Derby wynik 2-1. Zapewnił tym samym w dwudziestym siódmym podejściu pierwsze zwycięstwo dla Paula Jewella jako szefa Derby.

## Stroje
Oryginalne barwy strojów piłkarskich klubu Derby County to złocistożółty, czekoladowy i niebieski; jednak w latach dziewięćdziesiątych dziewiętnastego wieku klub zmienił barwy na czarno-białe, pozostające po dziś dzień ich tradycyjnymi kolorami. Barwy strojów wyjazdowych były inne i chociaż zazwyczaj były żółte lub niebieskie, w sezonie 2008/2009 stroje wyjazdowe stały się odblaskowe i mają kolor zielony. Stroje te zostały zaprezentowane po raz pierwszy 12 sierpnia 2008 roku. 30 sierpnia 2008 roku klub zaprezentował również trzeci rodzaj stroju. Podobny do wzoru stroju wyjazdowego z lat siedemdziesiątych, niebieskie i białe pasy, przypominające pasy ze strojów argentyńskich piłkarzy. Wzór ten miał być ponownie wprowadzony dzięki opinii fanów, którzy twierdzili, że to jeden z ich ulubionych historycznych strojów klubowych.

### Producenci strojów
- ok. 1973–1979 – Umbro
- 1979–1982 – Le Coq Sportif
- 1981–1984 – Patrick (również sponsor na koszulkach)
- 1984–1985 – Admiral
- 1985–1987 – OSCA
- 1987–1993 – Umbro
- 1993–1994 – Bukta
- 1994–1995 – Rams Pro Wear
- 1995–2001 – Puma (w latach 1995–1998 również sponsor na koszulkach)
- 2001–2005 – Erreà
- 2005–2007 – Joma
- 2007–2012 – Adidas
- 2012–2014 – Kappa
- 2014–       Umbro

### Sponsorzy na koszulkach
- 1884–1980 – brak sponsora
- 1980–1981 – British Midland
- 1981–1984 – Patrick (również producent strojów)
- 1984–1986 – Brass Rewers
- 1986–1987 – Sportsweek
- 1987–1992 – Maxwekk Communications (znane pod swoją wcześniejszą nazwą w latach 1987–1995 BPCC)
- 1992–1995 – Auto Windscreens
- 1995–1998 – Puma (również producent strojów w latach 1995–2001)
- 1998–2001 – EDS
- 2001–2005 – Marston’s Pedigree
- 2005–2008 – Derbyshire Building Society
- 2008–2010 – Bombardier
- 2010–2014 – buymobiles.net
- 2014–2017 – Just Eat
- 2017–2018 – Avon Tyres
- 2018–2022 – 32Red
- 2022–       NSPCC

## Herb
Jak większość klubów piłkarskich, Derby County początkowo nie miał herbu umieszczonego na koszulkach swoich piłkarzy. Pierwszy herb został przedstawiony w roku 1924; składał się on z okrągłej tarczy podzielonej na trzy równe części reprezentujące: klub, jego fanów i okolicę (ta część, znów podzielona na trzy równe pola, przedstawiała elementy tradycyjnie związane z miastem Derby: różę Tudorów i koronę w jednym polu, kozła w parku w drugim, oraz głowę barana w trzecim). Herb ten był noszony na koszulkach piłkarzy tylko przez dwa sezony, zanim powrócili do gładkich strojów. 
W roku 1934, zaprojektowano kolejny herb. Tym razem była to tarcza dzielona tradycyjnie na trzy części. Kozioł w parku został usunięty, a róża i korona zostały oddzielone i każda z nich zajmowała oddzielną część tarczy. Natomiast trzecia, największa część herbu, przedstawiała głowę barana. Jednak herb ten nigdy nie ukazał się na koszulkach zawodników Derby County. Po raz kolejny herb został zmieniony w 1946 roku; wtedy to różę i koronę zastąpiły litery DC (Derby County) i FC (Football Club). Herb był cechą charakterystyczną dla koszulek piłkarzy z Derby County aż do późnych lat sześćdziesiątych, gdy głowa barana zajęła już całą tarczę. Taki herb został oficjalnym logo klubu. 
Kolejny nowy herb klubu, bardziej nowoczesny, został przedstawiony w roku 1971 i nadal jest w użyciu. Początkowo herb przedstawiał białego barana skierowanego w lewo. W 1979 baran został nieznacznie przerobiony, tak aby zmieścił się pod nim napis „Derby County FC” (na strojach wyjazdowych pozostał jednak pierwotny wizerunek barana). Następnie, w 1982 roku, baran był już skierowany w prawo, znajdujący się pod nim napis usunięto, wokół niego dodano wieniec laurowy, a poniżej zaś napis „Setna rocznica 1884 – 1984” dla uczczenia setnego sezonu istnienia klubu. Jednak już w następnym sezonie wieniec laurowy zniknął, a napis znów głosił “Derby County FC”. W roku 1993 jeszcze raz zwrócono barana w lewą stronę i jeszcze raz usunięto napis z herbu klubowego, by dwa lata później, w roku 1995, znów skierować go w prawo tym razem na tarczy herbu w kształcie rombu. Pod baranem umieszczono złoty transparent z napisem „Derby County FC”, a jeszcze niżej „1884” (rok założenia klubu). Kolejny raz zmieniono projekt w 1997 roku; barana skierowano ponownie w lewo, a złoty transparent przedstawiał napis „Derby County”. Zmieniono też kształt herbu i usunięto z niego rok założenia klubu. Dziesięć lat później, w roku 2007, herb znów został zmieniony i przedstawia teraz barana (wciąż skierowanego w lewo) oraz napis „Est. 1884” na środku okrągłej tarczy oraz złoty napis „Derby County Football Club” biegnący dookoła.

## Sukcesy
- Mistrzostwo Anglii (2) : 1972, 1975
- Wicemistrzostwo Anglii (3) : 1896, 1930, 1936
- Puchar Anglii (1) : 1946
- Finalista Pucharu Anglii (3) : 1898, 1899, 1903
- Półfinał Pucharu Europy (1) : 1973

## Klubowe rekordy
- Rekordowa liczba widzów: 41 826 (w meczu ligowym przeciwko Tottenhamowi Hotspur 20 września 1969)
- Najwyższe zwycięstwo: 12:0 (w meczu Pucharu UEFA przeciwko Finn Harps 15 września 1976)
- Najwyższa porażka: 2:11 (w meczu FA Cup przeciwko Evertonowi, 18 stycznia 1890)
- Najwięcej występów: Kevin Hector – 486
- Najwięcej bramek w lidze: Steve Bloomer – 292

## Europejskie puchary
Legenda do wszystkich tabel:
- Q – runda eliminacyjna, 1/16, 1/8, 1/4, 1/2 – odpowiednia faza rozgrywek, Grupa – runda grupowa, 1r gr – pierwsza runda grupowa, 2r gr – druga runda grupowa, F – finał, R – runda, PO – play-off
- k. – rzuty karne, los. – losowanie, Dogr. – dogrywka, w. – zasada bramek strzelonych na wyjeździe

| Sezon   | Rozgrywki     | Runda | Przeciwnik        | Dom  | Wyjazd | Ogólnie     |
| ------- | ------------- | ----- | ----------------- | ---- | ------ | ----------- |
| 1972/73 | Puchar Europy | 1R    | Željezničar       | 2–0  | 2–1    | 4–1         |
| 1972/73 | Puchar Europy | 2R    | SL Benfica        | 3–0  | 0–0    | 3–0         |
| 1972/73 | Puchar Europy | 1/4   | Spartak Trnawa    | 2–0  | 0–1    | 2–1         |
| 1972/73 | Puchar Europy | 1/2   | Juventus F.C.     | 0–0  | 1–3    | 1–3         |
| 1974/75 | Puchar UEFA   | 1R    | Servette Genewa   | 4–1  | 2–1    | 6–2         |
| 1974/75 | Puchar UEFA   | 2R    | Atlético Madryt   | 2–2  | 2–2    | 4–4, k: 7–6 |
| 1974/75 | Puchar UEFA   | 1/8   | Velež Mostar      | 3–1  | 1–4    | 4–5         |
| 1975/76 | Puchar Europy | 1R    | Slovan Bratysława | 3–0  | 0–1    | 3–1         |
| 1975/76 | Puchar Europy | 2R    | Real Madryt       | 4–1  | 1–5    | 5–6, Dogr.  |
| 1976/77 | Puchar UEFA   | 1R    | Finn Harps        | 12–0 | 4–1    | 16–1        |
| 1976/77 | Puchar UEFA   | 2R    | AEK Ateny         | 2–3  | 0–2    | 2–5         |

## Stadion
Obecnie drużyna Derby rozgrywa swoje spotkania na mieszczącym 33 597 widzów Pride Park, otwartym przez królową Elżbietę II 18 lipca 1997.
Poprzednie stadiony:
- 1884–1895: The Racecourse Ground
- 1895–1997: The Baseball Ground

## Klubowa maskotka
Maskotką klubu Derby County jest baran, nazywany Rammie. Rammie jest pracownikiem klubu na pełnym etacie, który pracuje również nad utrzymaniem kontaktu klubu z fanami oraz z ogólnie z East Midland. Rammie odwiedza szkoły, by promować umiejętności pisania i czytania oraz akcje charytatywne. Rammie początkowo pojawił się jako bardziej przyjazna opcja dla tradycyjnych powiązań klubu z armią brytyjską.
Rammie był pierwszą pełnoetatową maskotką w piłce nożnej. Tradycyjna działalność Rammiego obejmuje obronę rzutów karnych wykonywanych przez kibiców z trybun (zarówno domowych jak i przyjezdnych) w przerwie meczu oraz rozgrzewanie kibiców przed spotkaniem i zagrzewanie do kibicowania już w trakcie. Rammie jest bardzo popularną postacią wśród kibiców Baranów i w 2005 roku wydał swoje pierwsze DVD, na którym czyta Bajki Ezopa mając za sobą krajobraz Derbyshire.

## Kibice oraz rywale

### Rywale
Najzacieklejszym rywalem Derby County jest klub piłkarski Nottingham Forest, z siedzibą w Nottingham, miejscowości oddalonej zaledwie o kilka mil na północny wschód od Derby. Gdy te dwa kluby rozgrywają mecz, widowisko to znane jest jako East Midlands Derby, a zwycięski zespół otrzymuje nagrodę Brian Clough Trophy. Leicester City, z siedzibą w East Midlands, jest również poważnym rywalem Derby County, ale już nie tak zaciekłym jak Nottingham.
Pomimo że miejscowość Leeds wraz z siedzibą klubu mieści się znacznie dalej od Derby niż Forest czy Leicester, Leeds United jest także znaczącym rywalem Derby. Rywalizacja wynika z faktu, że Derby County oraz Leeds United były dwoma najlepszymi angielskimi klubami w latach siedemdziesiątych. Poza tym, również menadżerowie obydwu klubów (Brian Clough i Don Revie) nie skrywają zbytnio swojej wrogości do siebie.

### Kibice
Derby często uznawane jest przez kibiców rywalizujących klubów oraz prasę, za gorące miasto piłki nożnej. Jeden z dziennikarzy The Daily Telegraph, Tony Francis, podczas dyskusji na temat East Midlands Derby stwierdził: „Derby są miastem kochającym piłkę nożną. Być może bardziej niż Nottingham… Nawet podczas spotkań drugiej ligi można iść o zakład, że na stadionie Pride Park nie pojawi się mniej niż 20000 kibiców”. W 2008 roku Sky Sports Magazine nazwał kibiców klubu Derby County „najbardziej lojalnymi w kraju”.

## Trenerzy
- Harry Newbould (1896–1906)
- Jimmy Methven (1906–1922)
- Cecil Potter (1922–1925)
- George Joeby (1925–1941)
- Ted Manger (1944–1946)
- Stuart McMillan (1946–1953)
- Jack Barker (1953–1955)
- Harry Storer (1955–1962)
- Tim Ward (1962–1967)
- Brian Clough (1967–1973)
- Dave Mackay (1973–1976)
- Colin Murphey (1976–1977)
- Tommy Docherty (1977–1979)
- Colin Addison (1979–1982)
- John Newman (1982)
- Peter Taylor (1982–1984)
- Roy McFarland (1984)
- Arthur Cox (1984–1993)
- Roy McFarland (1993–1995)
- Jim Smith (1995–2001)
- Colin Todd (2001–2002)
- John Gregory (2002–2003)
- George Burley (2003–2005)
- Phil Brown (2005–2006)
- Billy Davies (2006–2007)
- Paul Jewell (2007–2008)
- Nigel Clough (2009–2013)
- Steve McClaren (2013–2015)
- Paul Clement (2015–2016)
- Darren Wassall (2016)
- Nigel Pearson (2016)
- Steve McClaren (2016–2017)
- Gary Rowett (2017–2018)
- Frank Lampard (2018–2019)
- Phillip Cocu (2019–2020)
- Wayne Rooney (2021–2022)

## Obecny skład
Stan na 31 stycznia 2023
| Nr | Poz. | Piłkarz                                               |
| -- | ---- | ----------------------------------------------------- |
| 1  | BR   | Joe Wildsmith                                         |
| 3  | OB   | Craig Forsyth                                         |
| 4  | PO   | Conor Hourihane                                       |
| 5  | OB   | James Chester                                         |
| 6  | OB   | Eiran Cashin                                          |
| 7  | PO   | Tom Barkhuizen                                        |
| 8  | PO   | Max Bird (wicekapitan)                                |
| 9  | NA   | James Collins                                         |
| 10 | NA   | David McGoldrick                                      |
| 11 | PO   | Nathaniel Mendez-Laing                                |
| 12 | PO   | Korey Smith                                           |
| 15 | OB   | Haydon Roberts (wypożyczony z Brighton & Hove Albion) |
| 16 | PO   | Liam Thompson                                         |
| 17 | PO   | Louie Sibley                                          |
| 18 | NA   | Lewis Dobbin (wypożyczony z Evertonu)                 |

| Nr | Poz. | Piłkarz                                        |
| -- | ---- | ---------------------------------------------- |
| 19 | OB   | Richard Stearman                               |
| 21 | BR   | Scott Loach                                    |
| 22 | NA   | Tony Springett (wypożyczony z Norwich City)    |
| 23 | PO   | Harvey White (wypożyczony z Tottenham Hotspur) |
| 26 | PO   | Darren Robinson                                |
| 28 | PO   | Osazee Aghatise                                |
| 30 | OB   | Kwaku Oduroh                                   |
| 32 | BR   | Luke McGee (wypożyczony z Forest Green Rovers) |
| 33 | OB   | Curtis Davies (kapitan)                        |
| 34 | OB   | Jake Rooney                                    |
| 35 | OB   | Max Bardell                                    |
| 38 | PO   | Jason Knight                                   |
| 40 | BR   | Harrison Foulkes                               |
| 41 | NA   | Dajaune Brown                                  |

### Piłkarze na wypożyczeniu
| Nr | Poz. | Piłkarz                                                 |
| -- | ---- | ------------------------------------------------------- |
| 29 | NA   | Bartosz Cybulski (w Solihull Moors do 31 stycznia 2023) |
|    | OB   | Krystian Bielik (w Birmingham City do 30 czerwca 2023)  |

## Najlepsi zawodnicy
| - Steve Bloomer - Colin Boulton - Raich Carter - Tom Cooper - Peter Daniel - Marco Gabbiadini - Andy Garner - Charlie George - John Goodall - Kevin Hector - Gordon Hill - Alan Hinton - Francis Lee - Roy McFarland - Henry Newton | - David Nish - Jack Parry - Steve Powell - Chris Riggott - Jack Robinson - Peter Shilton - Paul Simpson - Jackie Stamps - Dean Sturridge - Colin Todd - Ben Warren - Ron Webster - Mark Wright - Horacio Carbonari - Paulo Wanchope | - Aljoša Asanović - Igor Štimac - Mart Poom - Georgi Kinkladze - Gerry Daly - David Langan - Paul McGrath - Frank Stapleton - Francesco Baiano - Benito Carbone - Stefano Eranio - Fabrizio Ravanelli - Robin van der Laan - Peter Doherty - Archie Goodall | - Hughie Gallacher - Dave Mackay - Archie Gemmill - John McGovern - John O’Hare - John Robertson - Bruce Rioch - Ted McMinn - John Harkes - Dean Saunders - Leighton James - Alan Durban - Rod Thomas - Terry Hennessey |

### Zawodnik Roku (the Jack Stamps Trophy)
| - 2014-2015 Will Hughes - 2013-2014 Craig Bryson - 2012-2013 Richard Keogh - 2011-2012 Craig Bryson - 2010-2011 John Brayford - 2009-2010 Shaun Barker - 2008-2009 Rob Hulse - 2007-2008 Kibice Derby County - 2006-2007 Steve Howard - 2005-2006 Tommy Smith - 2004-2005 Iñigo Idiakez - 2003-2004 Youl Mawene - 2002-2003 Georgi Kinkladze - 2001-2002 Danny Higginbotham - 2000-2001 Chris Riggott - 1999-2000 Mart Poom - 1998-1999 Jacob Laursen - 1997-1998 Francesco Baiano - 1996-1997 Chris Powell |  | - 1995-1996 Dean Yates - 1994-1995 Craig Short - 1993-1994 Martin Taylor - 1992-1993 Marco Gabbiadini - 1991-1992 Ted McMinn - 1990-1991 Dean Saunders - 1989-1990 Mark Wright - 1988-1989 Mark Wright - 1987-1988 Michael Forsyth - 1986-1987 Geraint Williams - 1985-1986 Ross MacLaren - 1984-1985 Bobby Davison - 1983-1984 Archie Gemmill - 1982-1983 Steve Cherry |  | - 1981-1982 Steve Buckley - 1980-1981 Roger Jones - 1979-1980 Steve Buckley - 1978-1979 Steve Powell - 1977-1978 David Langan - 1976-1977 Leighton James - 1975-1976 Charlie George - 1974-1975 Peter Daniel - 1973-1974 Ron Webster - 1972-1973 Kevin Hector - 1971-1972 Colin Todd - 1970-1971 Dave Mackay - 1969-1970 John O’Hare - 1968-1969 Roy McFarland |